# Jean-Pierre Vernant
Jean-Pierre Vernant (4. ledna 1914 Provins – 9. ledna 2007 Sèvres) byl francouzský historik, antropolog a specialista na starověké Řecko. Pod vlivem díla Claude Lévi-Strausse rozvinul strukturalistický přístup ke studiu starověké řecké mytologie, tragédie a společnosti, který ovlivnil mnohé badatele zabývající se antikou.

## Život
Vernant původně vystudoval filosofii; svá studia dokončil roku 1937. Jako člen mladých komunistů se zúčastnil francouzského hnutí odporu během druhé světové války. Stal se členem tajné organizace Libération-sud, kterou založil Emmanuel d'Astier). Později se stal velitelem Francouzských vnitřních sil (FFI) v departementu Haute-Garonne pod pseudonymem „Plukovník Berthier.“ Po válce zůstal členem Komunistické strany Francie.
Roku 1948 se stal členem Centre national de la recherche scientifique (CNRS) a pod vlivem Louise Gerneta začal studovat starověkou řeckou antropologii. O deset let později se stal ředitelem školy École des hautes études en sciences sociales (EHESS).
Celý život aktivně podporoval různá hnutí proti násilí a válkám; v roce 1981 založil s Jacquesem Derridou francouzskou organizaci Assotiation Jan Hus (Vzdělávací nadace Jana Husa) na pomoc československým intelektuálům. Zemřel několik dní po svých 93. narozeninách ve francouzském městě Sèvres.

## Vliv
Vernantův strukturalismus ovlivnil celou řadu badatelů zabývajících se antickým myšlením a kulturou. Jeho výklad mýtu o Prométheovi se stal důležitým faktorem ovlivňujícím dílo filosofa Bernarda Stieglera.

## Ocenění

### Ceny
- Zlatá medaile CNRS, 1984
- Premio di Storia, San Marino, 1991
- American Academy Award for Humanistic Studies, 1992
- Commandeur de la Légion d'honneur
- Compagnon de la Libération
- Válečný kříž (Croix de Guerre)
- Grand Officier dans l'Ordre national du Mérite
- Commandeur de l'Ordre de l'Honneur de la République Hellénique
- Officier des Arts et des Lettres

### Čestné doktoráty
- University of Chicago
- University of Bristol
- Masarykova univerzita
- Neapolská univerzita
- University of Oxford
- Krétská univerzita (2002)
- Nová bulharská univerzita (2004)

### Další ocenění
- Spolupracovník Belgické královské akademie
- Zahraniční zasloužilý člen Americké akademie věd
- Korespondent Britské akademie
- Zasloužilý člen Společnosti pro propagaci helénských studií
- Člen organizace Academia Europaea

## Vybrané publikace
- Les origines de la pensée grecque (Paříž), 1962 (česky Počátky řeckého myšlení, 1993)
- Mythe et pensée chez les Grecs: Etudes de psychologie historique (Paříž), 1965 (anglicky Myth and Thought among the Greeks, 1983)
- Společně s Pierrem Vidal-Naquetem: Mythe et tragédie en Grèce ancienne, 2 svazky. (Paříž), 1972, 1986 (anglicky Tragedy and Myth in Ancient Greece, 1981; Myth and Tragedy in Ancient Greece, 1988)
- Mythe et société en Grèce ancienne (Paříž), 1974 (anglicky Myth and Society in Ancient Greece, 1978)
- Divination et rationalité, 1974
- Společně s Marcelem Detiennem: Les ruses de l'intelligence: La mètis des Grecs (Paříž), 1974 (anglicky Cunning Intelligence in Greek Culture and Society, 1977)
- Religion grecque, religions antiques (Paříž), 1976
- Religion, histoires, raisons (Paříž), 1979
- Společně s Marcelem Detiennem: La cuisine de sacrifice en pays grec (Paříž), 1979 (anglicky Cuisine of Sacrifice among the Greeks, 1989)
- Společně s Pierrem Vidal-Naquetem: Travail et esclavage en Grèce ancienne (Brusel), 1988
- L'individu, la mort, l'amour: soi-même et l'autre en Grèce ancienne (Paříž), 1989
- Mythe et religion en Grèce ancienne (Paříž), 1990
- Figures, idoles, masques (Paříž), 1990
- Společně s Pierrem Vidal-Naquetem: La Grèce ancienne, 3 vols. (Paříž), 1990-92
- Mortals and Immortals: Collected Essays (Princeton), 1991
- Společně s Pierrem Vidal-Naquetem: Œdipe et ses mythes (Brusel), 1994
- Entre mythe et politique (Paříž), 1996
- Společně s Jean Bottérem a Clarisse Herrenschmidt: L'orient ancien et nous (Paříž), 1996 (anglicky Ancestor of the West: Writing, Reasoning, and Religion in Mesopotamia, Elam, and Greece, 2000)
- Společně s Françoisem Frontisi-Ducrouxem: Dans l'œil du miroir (Paříž), 1997
- L'univers, les dieux, les hommes: récits grecs des origines Paříž, Le Seuil, 1999 (= The Universe, The Gods, and Men: Ancient Greek Myths, 2001)
- La traversée des frontières (Paříž), 2004